# Filmfare Award du meilleur film en malayalam
Le prix Filmfare du meilleur film en malayalam est une récompense attribuée par le magazine indien Filmfare dans le cadre des Filmfare Awards South annuels pour les films en malayalam (Mollywood).
Les années mentionnées sont celles de la sortie du film. La cérémonie a lieu l'année suivante.

## Films récompensés
- 1968 : Thulabharam produit par Supriya Pictures
- 1969 : Adimakal produit par M.O. Joseph
- 1970 : Non attribué
- 1971 : Non attribué
- 1972 : Chembarathi produit par S.K. Nair
- 1973 : Panitheeratha Veedu produit par K.S.R Murthy
- 1974 : Nellu produit par N.P. Ali
- 1975 : Raagam produit par N.P. Ali
- 1976 : Mohiniyaattam produit par Mrs.Raji, S.Thapsi & Mrs.V.Somasekhar
- 1977 : Itha Ivide Vare produit par Hari Pothan
- 1978 : Rathinirvedam produit par Hari Pothan
- 1979 : Thakara produit par V. V. Babu
- 1980 : Chamaram produit par Navodaya Appachan
- 1981 : Thrishna produit par Rosamma George
- 1982 : Ee Nadu produit par N.G. John
- 1983 : Non attribué
- 1984 : Non attribué
- 1985 : Non attribué
- 1986 : Vartha produit par  P.V. Gangadharan [1]
- 1987 : Thaniyavarthanam produit par V. Nandakumar [2]
- 1988 : 1921 produit par Mohammed Manni [3]
- 1989 : Oru Vadakkan Veeragatha produit par  P.V. Gangadharan [4]
- 1990 : Thazhvaram produit par V.B.K. Menon [5]
- 1991 : Perumthachan produit par G. Jayakumar [6]
- 1992 : Sargam produit par Bhavani Hariharan [7]
- 1993 : Vatsalyam produit par H.M.Basheer
- 1994 : Sukritham produit par M M Ramachandran [8]
- 1995 : Spadikam produit par R. Mohan [9]
- 1996 : Thooval Kottaram produit par P.V. Gangadharan [10]
- 1997 : Bhoothakkannadi produit par N.Krishnakumar [11]
- 1998 : Chinthavishtayaya Shyamala produit par C. Karunakaran [12]
- 1999 : Veendum Chila Veettukaryangal produit par P.V. Gangadharan [13]
- 2000 : Karunam produit par Jayaraj, Antony Irinjalakkut [14]
- 2001 : Meghamalhar produit par M. V. Shreyams Kumar [15]
- 2002 : Nandanam produit par Sideeq [16]
- 2003 : Manassinakkare produit par Maha Subair [17]
- 2004 : Kaazhcha produit par Noushad Xavy and Manoj Mathew [18]
- 2005 : Achuvinte Amma produit par P.V. Gangadharan [19]
- 2006 : Notebook produit par P.V. Gangadharan [20]
- 2007 : Kadha Parayumbol produit par Sreenivasan, Mukesh [21]
- 2008 : Thirakkatha produit par Ranjith, Maha Subair [22]
- 2009 : Pazhassi Raja produit par Gokulam Gopalan [23]
- 2010 : Pranchiyettan and the Saint produit par Renjith [24]
- 2011 : Traffic produit par Listin Stephen [25]
- 2012 : Ayalum Njanum Thammil produit par Prem Prakash
- 2013 : Drishyam produit par Anthony Perumbavoor [26]
- 2014 : Munnariyippu produit par Ranjith [27]
- 2015 : Pathemari produit par Allens Media [28]
- 2016 : Maheshinte Prathikaaram produit par Oneness Media Mill & Dream Mill Cinemas [29]